# Lachnum corticale

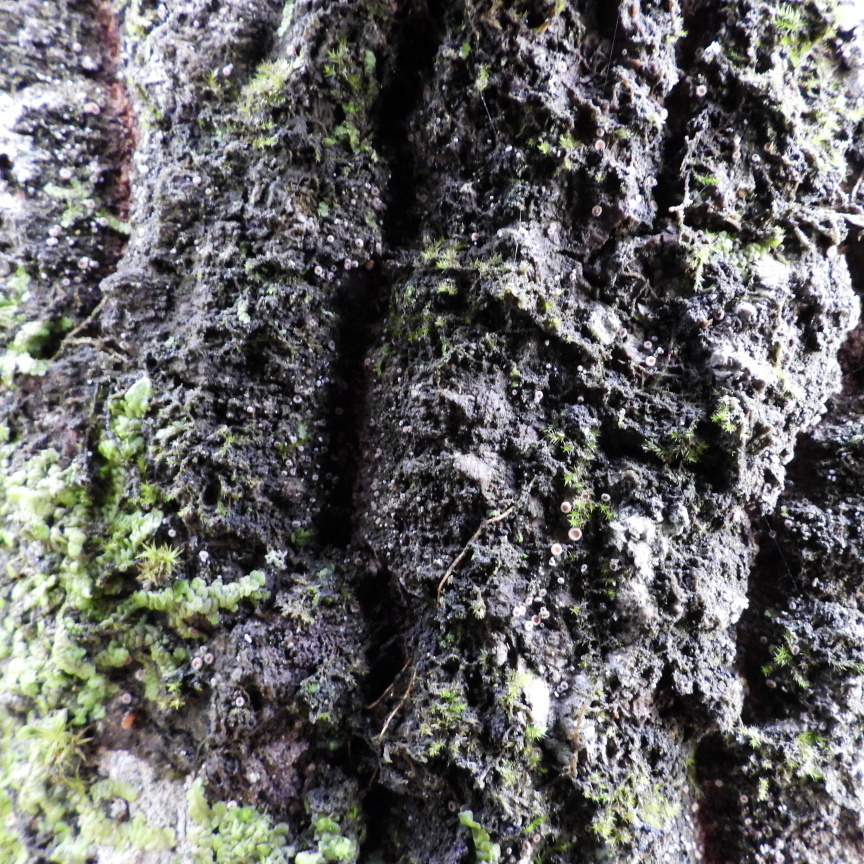

Lachnum corticale (Pers.) Nannf. – gatunek grzybów należący do klasy patyczniaków (Leotiomycetes).

## Systematyka i nazewnictwo
Pozycja w klasyfikacji według Index Fungorum: Lachnum, Lachnaceae, Helotiales, Leotiomycetidae, Leotiomycetes, Pezizomycotina, Ascomycota, Fungi.
Po raz pierwszy opisał go w 1794 r. Christiaan Hendrik Persoon, nadając mu nazwę Peziza corticalis. Obecną nazwę nadał mu John Axel Nannfeldt w 1932 r.
Ma 17 synonimów. Niektóre z nich:
- Belonidium corticale (Pers.) Raitv. 1970
- Dasyscyphus corticalis (Pers.) Massee 1895
- Lachnea corticalis (Pers.) Gillet 1880
- Lachnella corticalis (Pers.) Fr. 1849
- Lasiobelonium corticale (Pers.) Raitv. 1980[2].

## Morfologia
Owocniki
Apotecja (miseczki) o średnicy 0,2–0,8 mm bladożółte, pokryte bladobeżowymi lub brązowymi włoskami. Włoski cylindryczne, septowane, zwężające się ku końcowi, o szklistych wierzchołkach, pokryte drobnymi kryształkami. Mają wymiary120-185 ◊ 3,5–4 μm.
Cechy mikroskopowe
Worki 62,5–95 × 5–8 μm, cylindryczno-maczugowate, z zaokrąglone końcami i małym sino-niebieskim otworem, 8-zarodnikowe. Askospory 8–12,5 × 2–2,5(–3) μm, elipsoidalne lub wrzecionowate, początkowo jednokomórkowe, w stanie dojrzałym z jedną przegrodą, w worku ułożone ukośnie w jednym rzędzie, szkliste. Parafizy cylindryczne, na końcach spiczaste, o szerokości 1,5–2 μm, nieco dłuższe niż worki.

## Występowanie i siedlisko
Lachnum corticale występuje w Ameryce Północnej, Europie i Azji. W Europie jest szeroko rozprzestrzeniony; występuje od Morza Śródziemnego niemal po północne wybrzeże Półwyspu Skandynawskiego. W Polsce M. A. Chmiel w 2006 r. przytoczyła cztery stanowiska.
Nadrzewny grzyb saprotroficzny. Występuje na korze spróchniałych drzew liściastych.